# 2B11 Sani
2B11 Sani (rusky 2Б11 «Сани» podle indexu GRAU; česky saně) je sovětský plukovní 120 mm minomet z roku 1979 vyvinutý Ústředním výzkumným ústavem Burevěstnik z Nižního Novgorodu. Byl vyvinut ze staršího 120 mm minometu 120-PM-43. Zbraň váží 210 kg a sestává ze tří částí: hlaveň, ložiště a dvojnožka. K minometu náleží i 115 kg vážící kolesna 2L81. 2B11 obsahuje standardní optický zaměřovač MPM-44M s kolimátorem K-1 a přístrojem pro osvit LUČ-PM2M.
K obsluze je potřeba pět vojáků. Minimální dostřel je 480 metrů, maximální pak 7,19 km. Minomet bývá součástí kompletů 2S12 Sani a Tundža-Sani.